# Wiola Renholm

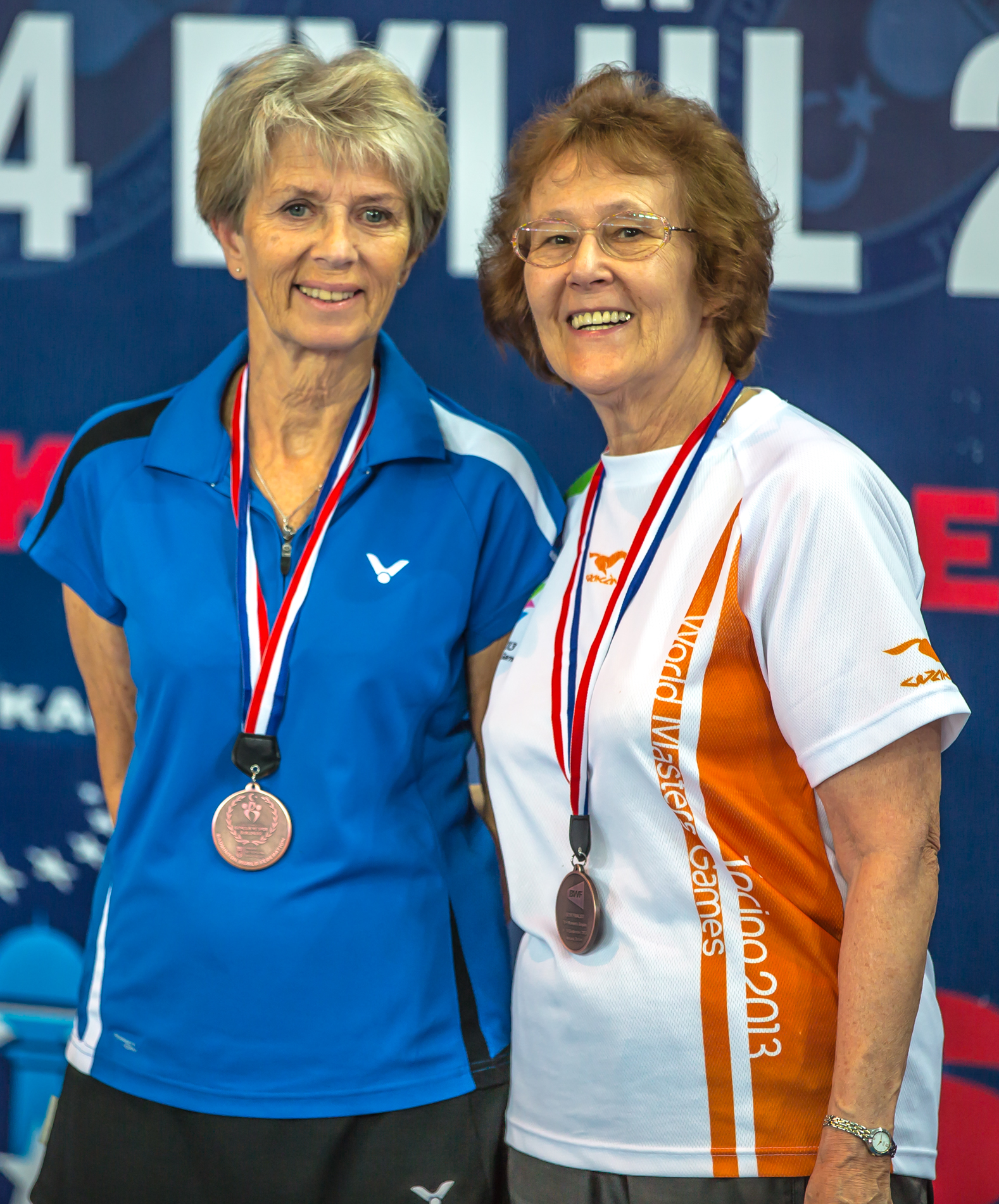
Wiola Renholm (links) und Marg Hudson bei den BWF World Senior Badminton Championships 2013

Wiola Renholm (* 18. September 1942, geborene Wiola Hästbacka) ist eine finnische Badmintonspielerin.

## Karriere
Wiola Renholm siegte 1966 unter ihrem Geburtsnamen Hästbacka erstmals bei den nationalen Titelkämpfen in Finnland. 17 weitere Titelgewinne folgten bis 1983. Insgesamt war sie viermal im Doppel, fünfmal im Einzel und neunmal im Mixed erfolgreich.

## Sportliche Erfolge
| Saison | Veranstaltung                   | Disziplin   | Platz | Name                                      |
| ------ | ------------------------------- | ----------- | ----- | ----------------------------------------- |
| 1966   | Finnland: Einzelmeisterschaften | Damendoppel | 1     | Wiola Hästbacka / Ann Christine Tengström |
| 1967   | Finnland: Einzelmeisterschaften | Damendoppel | 1     | Wiola Hästbacka / Ann Christine Tengström |
| 1967   | Finnland: Einzelmeisterschaften | Dameneinzel | 1     | Wiola Hästbacka                           |
| 1968   | Finnland: Einzelmeisterschaften | Damendoppel | 1     | Wiola Renholm / Ann Christine Tengström   |
| 1968   | Finnland: Einzelmeisterschaften | Dameneinzel | 1     | Wiola Renholm                             |
| 1968   | Finnland: Einzelmeisterschaften | Mixed       | 1     | Eero Läikkö / Wiola Renholm               |
| 1969   | Finnland: Einzelmeisterschaften | Dameneinzel | 1     | Wiola Renholm                             |
| 1969   | Finnland: Einzelmeisterschaften | Mixed       | 1     | Eero Läikkö / Wiola Renholm               |
| 1971   | Finnland: Einzelmeisterschaften | Mixed       | 1     | Eero Läikkö / Wiola Renholm               |
| 1973   | Finnland: Einzelmeisterschaften | Mixed       | 1     | Eero Läikkö / Wiola Renholm               |
| 1973   | Finnland: Einzelmeisterschaften | Dameneinzel | 1     | Wiola Renholm                             |
| 1976   | Finnland: Einzelmeisterschaften | Mixed       | 1     | Jouko Degerth / Wiola Renholm             |
| 1978   | Finnland: Einzelmeisterschaften | Damendoppel | 1     | Wiola Renholm / Peggy Falcken             |
| 1978   | Finnland: Einzelmeisterschaften | Mixed       | 1     | Jouko Degerth / Wiola Renholm             |
| 1979   | Finnland: Einzelmeisterschaften | Dameneinzel | 1     | Wiola Renholm                             |
| 1980   | Finnland: Einzelmeisterschaften | Mixed       | 1     | Heikki Holvikari / Wiola Renholm          |
| 1982   | Finnland: Einzelmeisterschaften | Mixed       | 1     | Jouko Degerth / Wiola Renholm             |
| 1983   | Finnland: Einzelmeisterschaften | Mixed       | 1     | Tony Tuominen / Wiola Renholm             |
| 2009   | Senioren-Weltmeisterschaft 65+  | Dameneinzel | 3     | Wiola Renholm                             |
| 2009   | Senioren-Weltmeisterschaft 65+  | Damendoppel | 3     | Wiola Renholm / Ann-Louise Wiklund        |